# Petrovce, Vranov nad Topľou
Petrovce este o comună slovacă, aflată în districtul Vranov nad Topľou din regiunea Prešov. Localitatea se află la altitudinea de 325 m deasupra n.m., se întinde pe o suprafață de 13,71 km2 și în 2017 număra 445 de locuitori.

## Istoric
Localitatea Petrovce este atestată documentar din 1412.

## Demografie
| An:                | 1994 | 2004   | 2014   | 2024   |
| ------------------ | ---- | ------ | ------ | ------ |
| Număr de persoane: | 446  | 440    | 453    | 441    |
| Diferență:         |      | −1,34% | +2,95% | −2,64% |

| An:                | 2023 | 2024 |
| ------------------ | ---- | ---- |
| Număr de persoane: | 450  | 441  |
| Diferență:         |      | −2%  |